# Оломбрада
Оломбрада (ісп. Olombrada) — муніципалітет в Іспанії, у складі автономної спільноти Кастилія-і-Леон, у провінції Сеговія. Населення — 707 осіб (2010).
Муніципалітет розташований на відстані близько 120 км на північ від Мадрида, 50 км на північ від Сеговії.
На території муніципалітету розташовані такі населені пункти: (дані про населення за 2010 рік)
- Моралеха-де-Куельяр: 46 осіб
- Оломбрада: 635 осіб
- Вегафрія: 26 осіб

## Демографія
Динаміка населення (INE ):

## Галерея зображень

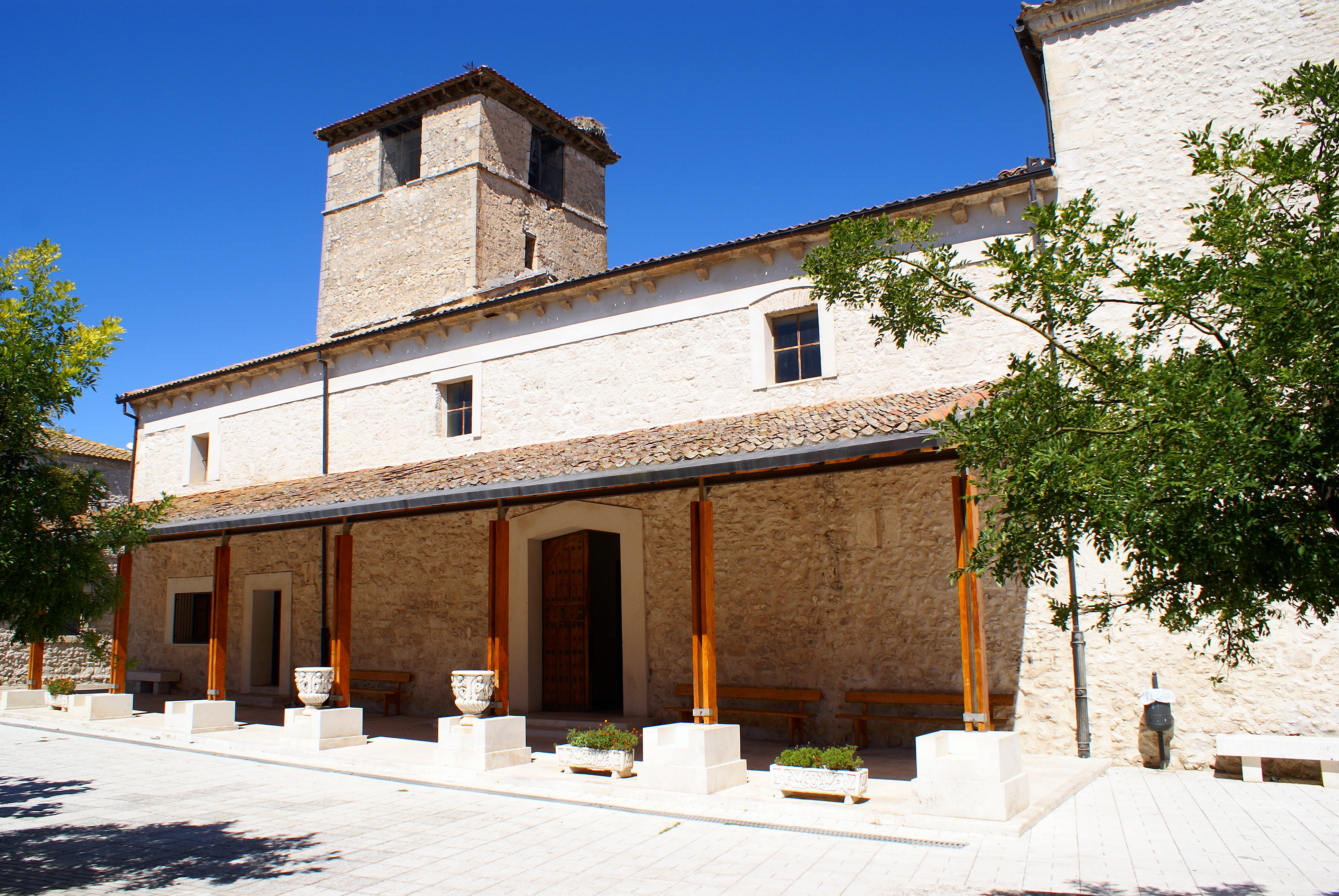
Церква Сан-Вісенте-Мартір